# Johann Friedrich Reichardt
Johann Friedrich Reichardt (ur. 25 listopada 1752 w Królewcu, zm. 27 czerwca 1814 w Giebichenstein pod Halle) – niemiecki kompozytor i krytyk muzyczny, nadworny kapelmistrz królów Prus.

## Biografia
Johann Friedrich Reichardt był synem Johanna Reichardta, muzyka z Królewca . Od dziecka, za sprawą ojca, brał lekcje muzyki i już w 1762 r. koncertował na fortepianie i skrzypcach – nie otrzymał jednak kompleksowego wykształcenia muzycznego . Jego religijna matka próbowała przerwać tę karierę i za jej sprawą Reichardt podjął w 1768 r. studia prawnicze na królewieckim uniwersytecie, ale w 1771 r. porzucił je i wrócił do muzyki, ponownie zaczynając koncertować w różnych miastach niemieckich . Pod koniec 1775 r. został zatrudniony jako kapelmistrz nadworny króla Prus Fryderyka II Wielkiego . Wskutek konserwatywnego gustu króla i dworskich intryg w 1777 r. rozpoczął podróże po Europie i tylko rzadko przebywał w Berlinie . Nawiązał znajomości z licznym znanymi osobami swoich czasów (wśród nich byli filozofowie, poeci, muzycy – m.in. Johann Gottfried Herder, Friedrich Nicolai, Friedrich Schiller, Christoph Willibald Gluck, Moses Mendelssohn) . W 1786 r. został kapelmistrzem kolejnego króla pruskiego Fryderyka Wilhelma II i mógł wykonywać swą funkcję w bardziej sprzyjających warunkach .
W 1794 r., z powodu okazywania otwartej sympatii dla rewolucji francuskiej Reichardt został zwolniony przez króla ze swego stanowiska . Przeniósł się wówczas do Giebichenstein pod Halle, gdzie stworzył ogród w stylu angielskim (do dziś nazywany „ogrodem Reichardta”), a w 1796 r. otrzymał posadę dyrektora salin pod Halle. Jego dom w Giebichenstein stał się kwitnącym ośrodkiem romantycznej literatury i muzyki – w gościnie u Reichardta spotykali się m.in. Clemens Brentano, Ludwig Achim von Arnim, Ludwig Tieck (szwagier Reichardta), bracia Grimm, Jean Paul, Johann Gottlieb Fichte, Johann Wolfgang von Goethe, Novalis czy Johann Heinrich Voß .
Gdy w 1806 r. francuska armia zniszczyła dobra Reichardta i zmuszony został do ucieczki, stał się przeciwnikiem Napoleona . Jednak w 1808 r. ponownie popadł w niełaskę kolejnego króla Prus, gdy na krótko objął nadzór nad teatrem i orkiestrą na dworze króla Westfalii Hieronima Bonapartego . W 1811 r. otrzymał skromną emeryturę od króla Fryderyka Wilhelma III. Trzy lata później zmarł osamotniony w Giebichenstein, pochowany został w Halle.
Był dwukrotnie żonaty: w 1776 r. w Poczdamie jego żoną została Juliane Benda, która zmarła w 1783 r.; w tym samym roku poślubił Johannę Hensler . Miał pięcioro dzieci z drugiego małżeństwa .

## Twórczość
Reichardt był kompozytorem, wykonawcą muzyki i pedagogiem. Wśród jego kompozycji najbardziej znane są pieśni, komponował muzykę do tekstów m.in. Goethego, Herdera, Arnima czy Thiecka . Znane stały się jego melodie Schlaf, Kindlein, schlaf i Ein Veilchen. Tworzył też opery .
Spuściznę Reichardta tworzą także liczne listy, pisane z podróży oraz wymieniane z luminarzami filozofii i nauki swoich czasów. Pisał też prace z zakresu krytyki muzyki oraz redagował czasopisma o tej tematyce. Zebrał bardzo bogatą bibliotekę.